# Argyrophora trofoniata
Argyrophora trofoniata là một loài bướm đêm trong họ Geometridae.